# Кабінет виучування Поділля
Кабінет виучування Поділля - дослідницький центр, створений у Вінниці на початку 1924 р. при Вінницькій філії Всенародної бібліотеки України при ВУАН. У його роботі брали участь В. Отамановський, А. Ярошевич, М. Безбородько, М. Білінський, В. Рахинський, Л. Тимошенко. Згодом подібні кабінети з'явилися в Житомирі, Полтаві, на Донбасі. Вони відіграли помітну роль у розробці регіональних проблем, поєднуючи науково-пошукові дослідження з практичними краєзнавчими справами. Кабінет виучування Поділля, зокрема, випустив друком низку оригінальних праць Л. Данилова, О.Севастьянова, Ю. Сіцінського, започаткував видання «Енциклопедії поділлєзнавства». 
Кабінет мав зв'язки з понад 50 науковими установами Західної Європи, Америки, Близького Сходу там близько 180 установами УРСР та інших радянських республік, українознавчими центрами Галичини, Закарпаття, Кубані, Канади та США.

## Природоохоонна діяльність
Керівник «Кабінету» В. Д. Отамановський у книзі «Краєзнавство на Поділлі» (1926) переймається тривогою, що байдужість і незнання особливостей розвитку краю породжує екологічну сліпоту, а краєзнавча безграмотність призводить до нищення не лише матеріальної культури, а й живої природи. А. І. Ярошевич у доповіді «Доля лісів Поділля» закликав оберігати природу рідного краю. До складу Кабінету виучування Поділля ввійшли такі відомі в регіоні природознавці, як О. О. Савостьянов, В. П. Храневич, С. І. Городецький, О. В. Красівський, О. К. Бируля, Р. Р. Виржиківський та інші. Їх описи екологічного стану ґрунтів, річок, рослинного і тваринного світу сприяли розвитку природоохоронного мислення та спонукали до активних дій в справі захисту довкілля.
В січні 1925 року за участю Кабінету виучування Поділля відбулося засідання спеціальної комісії, якою були розроблені заходи на виконання постанови губвиконкому від 25 вересня 1924 року «Про охорону пам'ятників революційного минулого, давнини, культури і природи», з прийняттям якої було взято також й невелику смугу букових лісів (площею 400 га) у Сатанівському лісництві. Крім того, було вирішено вжити заходів для охорони унікальної пам'ятки природи — Подільських Товтр, а також скласти список всіх паркових деревонасаджень, що потребують охорони.
Член Кабінету виучування Поділля професор О. О. Савостьянов у монографії «Дика рослинність Поділля» (1925) обґрунтовав необхідність створення в різних регіонах Поділля ряду заповідних об'єктів, в яких би охоронялися і вивчалися типові ділянки дубових і грабових лісів, залишки степової рослинності, водні та болотні угруповання рослин, а також рослинність скель та відслонень. Особливої охорони, на думку вченого, потребує реліктова та ендемічна рослинність Подільських Товтр. Автор описує будову, господарське значення та поширення на Поділлі ряду рідкісних рослин: бруслини карликової, береки, клокички перистої, буку європейського та ін. Необхідність охорони подільської флори вчений пояснює наявністю в її складі значної кількості реліктових та ендемічних видів рослин.

## Ліквідація
Припинив діяльність в 1929 р. у зв'язку з ув'язненням його керівника - історика Валентина Отамановського.
У серпні 1929 року Кабінет виучування Поділля було розпущено, а на початку 1930 року припинили своє існування окружні та районні краєзнавчі товариства Поділля на місцях. Найкращі дослідники і краєзнавці регіону – О.О.Кривицький, В.Д.Отамановський, В.П.Храневич, О.В.Красівський, Р.Р.Виржиківський та інші стали жертвами політичних репресій .